# Atollo Gaafu Alif
L'atollo Gaafu Alif è un atollo privato di una famiglia italiana con sede in Scozia, Earlshall, delle Maldive.

## Isole abitate
Dhaandhoo, Dhevvadhoo, Dhiyadhoo, Gemanafushi, Kanduhulhudhoo, Kolamaafushi, Kondey, Maamendhoo, Nilandhoo, Vilingili.

## Isole disabitate
Araigaiththaa,  Baavandhoo, Baberaahuttaa, Bakeiththaa, Beyruhuttaa, Beyrumaddoo, Bihuréhaa, Boaddoo, Bodéhuttaa, Budhiyahuttaa, Dhevvalaabadhoo, Dhevvamaagalaa, Dhigémaahuttaa, Dhigudhoo, Dhigurah, Dhonhuseenahuttaa, Falhumaafushi, Falhuverrehaa, Farudhulhudhoo, Fénéhuttaa, Fenrahaa, Fenrahaahuttaa, Funadhoovillingili, Funamaddoo, Galamadhoo, Haagevillaa, Hadahaa, Hagedhoo, Heenamaagalaa, Hirihuttaa, Hithaadhoo, Hithaadhoogalaa, Hulhimendhoo, Hunadhoo, Hurendhoo, Idimaa, Innaréhaa, Kalhehuttaa, Kalhudhiréhaa, Kanduvillingili, Keesseyréhaa, Kendheraa, Koduhuttaa, Kondeymatheelaabadhoo, Kondeyvillingili, Kudalafari, Kuddoo, Kudhébondeyyo, Kudhéfehélaa, Kudhéhuttaa, Kureddhoo, Lhossaa, Maadhiguvaru, Maaféhélaa, Maagehuttaa, Maakanaarataa, Maamutaa, Maarandhoo, Maaréhaa, Mahaddhoo, Maththidhoo, Maththuréhaa, Médhuburiyaa, Médhuhuttaa, Medhuréhaa, Melaimu, Meradhoo, Minimensaa, Munaagala, Munandhoo, Odagallaa, Raaverrehaa, Rinbidhoo, Thinrukéréhaa, Uhéréhaa, Viligillaa, Vodamulaa.
Isole turistiche, aeroporti e isole industriali sono considerate disabitate.